# Scolecocampa tessellata
Scolecocampa tessellata là một loài bướm đêm trong họ Erebidae.